# Национални парк Триглав
Триглав је национални парк у Словенији. Добио је име по планини Триглав, која је највиша планина у Словенији, као и национални симбол државе Словеније. 
У свом модерном облику основан је 1981. године и налази се у северозападном делу земље, односно југоисточном делу алпског масива. Планина Триглав, највиши врх Јулијских Алпа, налази се готово у средини националног парка. Одатле се долине радијално шире, снабдевајући водом два велика речна система са изворима у Јулијским Алпима: Сочу и Саву, које теку до Јадранског, односно Црног мора.